# توماس أيه. كارلين
توماس أ. كارلين (10 ديسمبر 1928 - 6 مايو 1991)، هو ممثل مسرحي وتلفزيوني وسينمائي أمريكي. كان متزوج من الممثلة السينمائية فرانسيس ستيرنهيغن ولديهم ستة أطفال.
ولد في 10 ديسمبر 1928 في مدينة شيكاغو، إلينوي، الولايات المتحدة الأمريكية بدأ مشوارة الفني عام 1949 شارك في أعمال سينمائية متنوعة منها فيلم «One Good Cop» «فيلم Family Business (1989» «فيلم The Pope of Greenwich Village 1984» فيلم Caddyshack1980 فيلم Ragtime (1981) غيرها.
توفي يوم 6 مايو 1991 في نيو روشيل، نيويورك، بسبب فشل القلب.

## وصلات خارجية
توماس أيه. كارلين على موقع IMDb (الإنجليزية)
- توماس أيه. كارلين على موقع روتن توميتوز (الإنجليزية)
- توماس أيه. كارلين على موقع ألو سيني (الفرنسية)
- توماس أيه. كارلين على موقع أول موفي (الإنجليزية)
- توماس أيه. كارلين على موقع قاعدة بيانات برودواي على الإنترنت (الإنجليزية)
- توماس أيه. كارلين على موقع قاعدة بيانات برودواي على الإنترنت (الإنجليزية)
- توماس أيه. كارلين على موقع قاعدة بيانات الأفلام السويدية (السويدية)
- توماس أيه. كارلين على موقع قاعدة بيانات الفيلم (الإنجليزية)